# Мандурия
Мандурия (итал. Manduria) — коммуна в Италии, располагается на морском берегу полуострова Салентина, в регионе Апулия, в провинции Таранто, в 35 км восточнее одноимённого города.
В античности известен как крепость мессапов, под стенами которой сложил свою голову спартанский царь Архидам III. В 209 г. до н. э. крепость взял Ганнибал. После нападения арабов («сарацин») в X веке нашей эры город был перенесён на другое место поблизости и переименован в Казальнуово (Casalnuovo).
В 1886 году были обнаружены останки некрополя древней Мандурии. Также сохранились останки древних стен. Один из мавзолеев эллинистического времени в IX веке был перестроен в церковь Святого Петра. Помимо многочисленных средневековых и ренессансных храмов, интерес представляют здания еврейского квартала («гетто») и дворец князей Империали (XVIII век).
Район Мандурии известен своими красными винами (Primitivo di Manduria DOC) из местного винограда сорта примитиво, оливковым маслом, столовым виноградом, огурцами-дынями «кароселло» и мелкими «крестьянскими» помидорами (pummitoru paisanu).
Население составляет 31 742 человека (2008 г.), плотность населения составляет 163 чел./км². Занимает площадь 197 км². Почтовый индекс — 74024. Телефонный код — 099.
Покровителем коммуны почитается святой Григорий Великий, папа Римский, празднование 3 сентября.

## Демография
Динамика населения:

## Администрация коммуны
- Официальный сайт: https://web.archive.org/web/20100420032114/http://www.comunedimanduria.com/